# Таха, Усман
Усма́н ибн А́бдо ибн Хусе́йн ибн Та́ха аль-Халяби́ (араб. عثمان بن عبده بن حسين بن طه الحلبي‎; род. 1934, Эль-Баб, Алеппо, Сирия) — саудовский каллиграф, сирийского и казахского происхождения. Известен тем, что написал мединский Коран, который издаётся комплексом имени короля Фахда по изданию Священного Корана.

## Биография

### Ранние годы
Родился 1934 году в провинции Эль-Баб (Алеппо, Сирия). Имеет сирийские и казахские корни. Его отец — Абдо ибн Хусейн Таха, был имамом и проповедником мечети. От него взял принципы каллиграфии, который свободно владел каллиграфией рук’а.

### Образование
Учился в начальной, средней и второстепенной школе в городе Алеппо в шариатском факультете аль-Хосравия. В тот период он учился у шейхов каллиграфии в городе Алеппо, в том числе: Мухаммада Али аль-Мавлави, Мухаммада аль-Хатыба, Хусейна Хусни ат-Турки, Абдуллы Джавада аль-Хаттата и наконец, Ибрахима ар-Рифаи, каллиграфа города Алеппо.
Учился на университетском уровне в городе Дамаск, потом получил степень бакалавра исламского права в университете Дамаска в 1964 году и получил общий диплом факультета образования университета Дамаска в 1965 году.

## Каллиграфия и её достижения
В Дамаске он познакомился с Мухаммадом Бадави ад-Дирани, каллиграфом из Леванта, и многому научился у него в персидской каллиграфии и каллиграфии сулюса в 1960 по 1967 годах. Когда посещал Дамаск, он встречался с иракским каллиграфом Хашимом Мухаммедом аль-Багдади, и взял от него много упражнений и та’ликов по поводу каллиграфии сулюса и насха. Получил лицензию на хорошую каллиграфию от шейха каллиграфов в исламском мире Хамида аль-Амиди в 1973 году.
В 1988 году он стал членом жюри международной премии по арабской каллиграфии, которая проводится в Стамбуле раз в три года.
Также обучил живописи и орнаменты при содействии Сами Бурхана и Наима Исмаила.

## Написание мусхафов

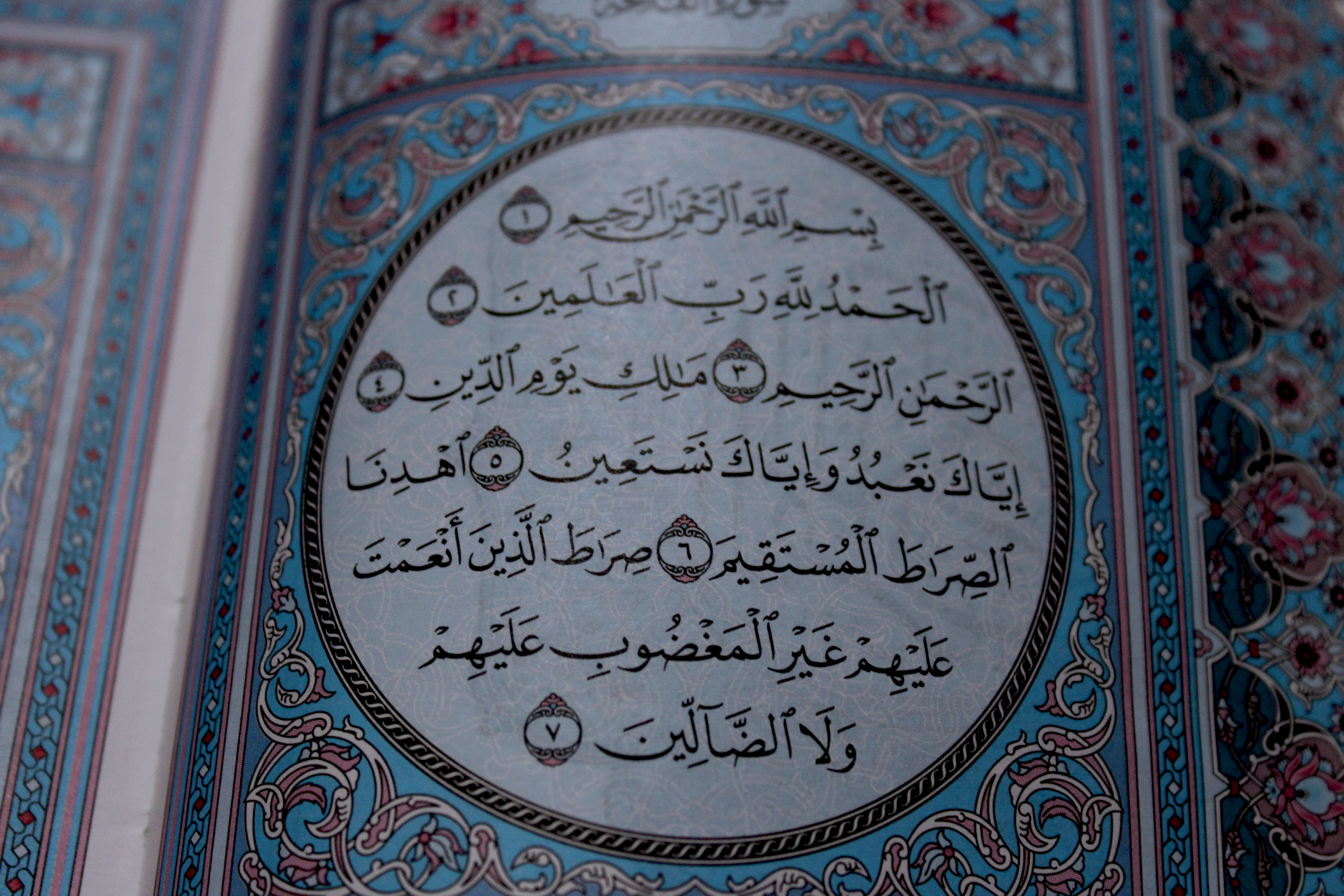
Мединский Коран

Написал священный Коран более тринадцати раз в османской живописи, большинство из них были напечатаны и распространены по всему исламскому миру. За этот период изданы более 200 миллионов экземпляров Корана по всему миру. Известно, что написание мусхафа занимает более 3 лет, ещё один год нужен для проверки и редактирования. Он изучил шрифт насх в академическом научном исследовании, затем улучшил его классический вид и превратил в отличный стиль при написании мусхафов.

### Написание мединского мусхафа

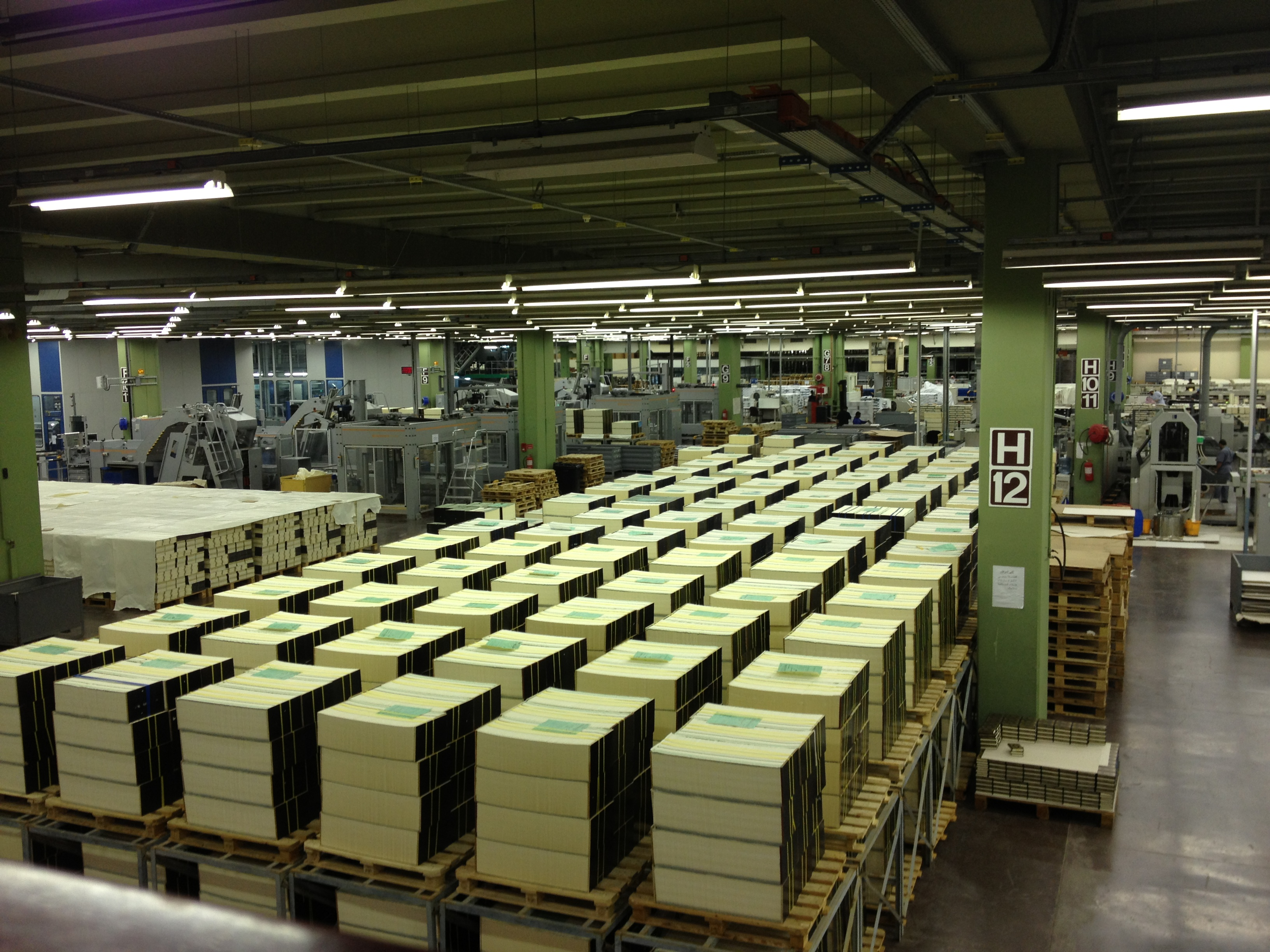
Комплекс имени короля Фахда по изданию Священного Корана

Написал первый Коран в 1970 году для сирийского министерства вакуфов. В 1988 году он приехал в Королевство Саудовскую Аравию, и был назначен каллиграфом в комплексе имени короля Фахда по изданию Священного Корана и писателем мединских копий Корана с 1988 года в Медине.
Однажды он, как обычно, дописал страницу Корана, а потом отлучился, чтобы взять омовение и совершить полуденный намаз. Вернувшись на свое рабочее место, он был сильно удивлен тем, что весь его труд куда-то пропал. Вместо страницы с аятами Корана, перед ним лежал белый лист бумаги: все было стерто. Уйдя с работы, он долгое время пребывал в недоумении. Ему даже подумалось, что это мог быть джинн. Но уже на следующий день, отправляясь в мечеть на утреннюю молитву (фаджр), Усман понял, в чём дело. По его словам великие каллиграфы прошлых столетий всегда советовали класть в чернила немного меда. Это придавало буквам блеск и делало надпись красивой. Именно это он и сделал в тот день. Когда он отлучился для молитвы, надпись все ещё была влажной, и мухи съели сладкие на вкус чернила.